# Nicola Fairbrother
Nicola Fairbrother, née le 14 mai 1970 à Henley-on-Thames, est une judokate britannique évoluant dans la catégorie des moins de 56 kg (poids légers).

## Biographie
Nicola Fairbrother est notamment vice-championne olympique en 1992.

### Vie privée
En 2016, elle s'est mariée avec la judokate espagnole Miriam Blasco qui était sa rivale lors de la finale des Jeux olympiques d'été de 1992.

## Palmarès
| Année | Compétition           | Lieu       | Résultat | Catégorie      |
| ----- | --------------------- | ---------- | -------- | -------------- |
| 1990  | Championnats d'Europe | Francfort  | 3e       | Moins de 56 kg |
| 1991  | Championnats du monde | Barcelone  | 3e       | Moins de 56 kg |
| 1992  | Championnats d'Europe | Paris      | 1re      | Moins de 56 kg |
| 1992  | Jeux olympiques       | Barcelone  | 2e       | Moins de 56 kg |
| 1993  | Championnats d'Europe | Athènes    | 1re      | Moins de 56 kg |
| 1993  | Championnats du monde | Hamilton   | 1re      | Moins de 56 kg |
| 1994  | Championnats d'Europe | Gdańsk     | 2e       | Moins de 56 kg |
| 1995  | Championnats d'Europe | Birmingham | 1re      | Moins de 56 kg |